# Черевце

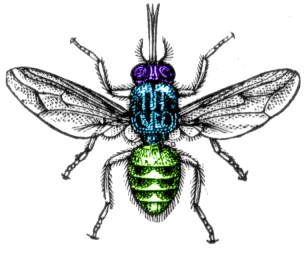
Муха Цеце. Абдомен зображений зеленим, торакс — синім і голова — фіолетовим кольором.

Черевце або абдомен (лат. abdomen — живіт) в зоології — задній відділ тіла членистоногих тварин, позаду грудей чи головогрудей. 
У комах складається з декількох, до 10-11 сегментів, черевних кілець. Верхнє півкільце, тергіт, зазвичай більш склеротизоване, несе отвори дихальної системи — стигми. Нижнє кільце — стерніт — з'єднане з верхнім за допомогою м'якої перетинки (плейриту). На кінці черевце часто несе придатки: церки, яйцеклад, жало.
У павуків, кліщів та деяких інших павукоподібних черевце несегментоване. У скорпіонів, сольпуг, псевдоскорпіонів та інших поділено на сегменти, як і в комах.